# Accademia nazionale d’arte drammatica
Die Accademia nazionale d’arte drammatica (italienisch Nationale Akademie der dramatischen Kunst) ist die einzige staatliche Theaterhochschule in Italien. Sie wurde 1936 durch den Theaterkritiker Silvio D’Amico (1887–1955) gegründet und trägt seit dessen Tod seinen Namen. Ihr Sitz befindet sich in Rom. Sie wird vom italienischen Ministerium für Universitäten und Forschung und dem Kulturministerium finanziert und verleiht Bachelor- und Masterabschlüsse.

## Organisation
Jedes Jahr findet unter der Leitung des Erziehungsministeriums ein öffentlicher Zulassungswettbewerb statt, zu dem sich Italiener und Ausländer zwischen 18 und 25 Jahren mit Hochschulreife anmelden können.
Mit Unterstützung des italienischen Außenministeriums wurden in den letzten Jahren zahlreiche Austauschprogramme mit führenden europäischen Hochschulen eingeführt, unter anderem mit der GITIS in Moskau, der Guildhall School in London, dem Institut del Teatre in Barcelona, der Universität der Künste Berlin und der ENSATT in Lyon. Regelmäßig werden internationale Auftritte durchgeführt.

## Geschichte
Vorgängerin war eine Schauspielschule aus dem 19. Jahrhundert, die zu Beginn der Accademia di Santa Cecilia angeschlossen war. Sie war nach Eleonora Duse benannt und wurde 1936 zum Zeitpunkt der Eröffnung der Akademie geschlossen. Silvio D’Amico, der an der früheren Schauspielschule Geschichte des Theaters unterrichtet hatte und mit dem Nobelpreisträger Luigi Pirandello und dem französischen Regisseur Jacques Copeau befreundet war, übernahm während zwei Jahrzehnten die künstlerische Leitung der Institution.
Eine in den 1960er Jahren angestrebte Fusion mit dem Centro Sperimentale di Cinematografia und der nationalen Tanzakademie (Accademia nazionale di danza) kam schließlich nicht zustande.

## Absolventen (Auswahl)
- Edda Albertini (1926–1998), Schauspielerin
- Carlo Alighiero (1927–2021), Schauspieler
- Marcello Aliprandi (1938–1997), Filmregisseur
- Gabriella Andreini (1938–2024), Schauspielerin und Synchronsprecherin
- Roberto Antonelli (* 1938), Schauspieler
- Manuela Arcuri (* 1977), Schauspielerin
- Alessandra Acciai (* 1965), Schauspielerin
- Luigi Almirante (1886–1963), Schauspieler
- Tosca D’Aquino (* 1966), Schauspielerin
- Alberto D’Aversa (1920–1969), Filmregisseur und Theaterschaffender
- Carlo Bagno (1920–1990), Schauspieler
- Marisa Bartoli (1942–2024), Schauspielerin
- Mino Bellei (1936–2022), Schauspieler und Regisseur
- Carmelo Bene (1937–2002), Theater- und Filmregisseur, Schauspieler und Autor
- Dirk van den Berg (* 1966), Filmregisseur, Drehbuchautor und Filmproduzent
- Giuliana Berlinguer (1933–2014), Regisseurin und Drehbuchautorin
- Claudio Bigagli (* 1955), Schauspieler, Drehbuchautor und Regisseur sowie Dramatiker
- Roberto Bisacco (1939–2022), Schauspieler
- Silverio Blasi (1921–1995), Schauspieler, Drehbuchautor und Fernsehregisseur
- Paolo Bonacelli (* 1939), Schauspieler
- Gianni Bonagura (1925–2017), Schauspieler und Synchronsprecher
- Anna Bonaiuto (* 1950), Schauspielerin
- Alessio Boni (* 1966), Theater- und Filmschauspieler
- Marcello Bonini Olas (1917–2007), Theaterleiter und Schauspieler
- Alberto Bonucci (1918–1969), Schauspieler
- Mauro Bosco (* 1938), Schauspieler
- Giulio Bosetti (1930–2009), Schauspieler und Theaterregisseur
- Liù Bosisio (* 1936), Schauspielerin und Synchronsprecherin
- Nicoletta Braschi (* 1960), Schauspielerin
- Lidia Broccolino (* 1958), Schauspielerin
- Tino Buazzelli (1922–1980), Schauspieler
- Margherita Buy (* 1962), Schauspielerin
- Luca Calvani (* 1974), Schauspieler und Model
- Andrea Camilleri (1925–2019), Drehbuchautor, Theater- und Fernsehregisseur und Schriftsteller
- Miranda Campa (1914–1989), Schauspielerin
- César Campodónico (1929–2005), Theaterregisseur, Schauspieler und Dozent
- Stelio Candelli (* 1931), Schauspieler
- Wanda Capodaglio (1889–1980), Schauspielerin
- Lino Capolicchio (1943–2022), Schauspieler
- Vittorio Caprioli (1921–1989), Schauspieler und Filmregisseur
- Flora Carabella (1926–1999), Schauspielerin
- Tino Carraro (1910–1995), Schauspieler
- Sergio Castellitto (* 1953), Film- und Theaterschauspieler sowie Drehbuchautor und Filmregisseur
- Carlo Cecchi (* 1939), Schauspieler
- Adolfo Celi (1922–1986), Filmschauspieler und Regisseur
- Alberto Cevenini (um 1935–1975), Schauspieler
- Alida Chelli (1943–2012), Schauspielerin und Sängerin
- Bruno Cirino (1936–1981), Schauspieler
- Giuseppe Colizzi (1925–1978), Filmregisseur und Filmproduzent
- Bruna Corrà (* 1933), Schauspielerin
- Giorgio Barberio Corsetti (* 1951), Theaterregisseur, Opernregisseur, Dramaturg und Theaterschauspieler
- Leonardo Cortese (1916–1984), Schauspieler und Regisseur
- Daniele Costantini (* 1950), Filmregisseur und Drehbuchautor
- Antonio Crast (1911–1984), Schauspieler
- Barbara Cupisti (* 1962), Schauspielerin und Dokumentarfilmerin
- Ambra Danon, Kostümbildnerin in Film und Theater
- Emma Dante (* 1967), Autorin und Theaterregisseurin
- Massimo Dapporto (* 1945), Filmschauspieler
- Renato De Carmine (1923–2010), Schauspieler und Synchronsprecher
- Rossella Falk (1926–2013), Theater- und Filmschauspielerin
- Ennio Fantastichini (1955–2018), Filmschauspieler
- Ugo Fasano (1917–2002), Dokumentarfilmer
- Antonello Fassari (1952–2025), Schauspieler und Filmregisseur
- Pierfrancesco Favino (* 1969), Schauspieler
- Giorgio Ferrara (1947–2023), Theater-, Film- und Fernsehregisseur
- Gabriele Ferzetti (1925–2015), Film- und Bühnenschauspieler
- Paolo Fiorino (* 1938), Schauspieler
- Marcello Fondato (1924–2008), Drehbuchautor und Filmregisseur
- Scilla Gabel (* 1938), Filmschauspielerin
- Corrado Gaipa (1925–1989), Schauspieler und Synchronsprecher
- Gianni Garko (* 1935), Schauspieler
- Riccardo Garrone (1926–2016), Schauspieler
- Vittorio Gassman (1922–2000), Schauspieler und Regisseur
- Marco Giallini (* 1963), Schauspieler
- Giancarlo Giannini (* 1942), Schauspieler
- Ettore Giannini (1912–1990), Theaterregisseur und Filmschaffender
- Domiziana Giordano (* 1959), Künstlerin und Schauspielerin
- Emanuela Giordano (* 1957), Schauspielerin, Dramatikerin sowie Theater- und Filmregisseurin
- Remo Girone (* 1948), Theater- und Filmschauspieler
- Sergio Graziani (1930–2018), Schauspieler und Synchronsprecher
- Franco Graziosi (1929–2021), Schauspieler
- Mario Landi (1920–1992), Regisseur
- Adolfo Lastretti (1937–2018), Schauspieler
- Luigi Lo Cascio (* 1967), Schauspieler
- Fabrizio Lori (* 1946), Filmproduzent und -regisseur
- Anna Magnani (1908–1973), Filmschauspielerin
- Nino Manfredi (1921–2004), Schauspieler, Drehbuchautor und Filmregisseur
- Mario Maranzana (1930–2012), Schauspieler
- Wanda Marasco (* 1953), Schriftstellerin
- Luca Marinelli (* 1984), Schauspieler
- Mario Missiroli (1934–2014), Theaterregisseur
- Davide Montemurri (1930–2021), Schauspieler, Fernseh- und Filmregisseur
- Rocco Mortelliti (* 1959), Schauspieler, Drehbuchautor und Filmregisseur
- Gastone Moschin (1929–2017), Theater- und Filmschauspieler
- Francesco Mulè (1926–1984), Schauspieler
- Nick Nostro (1931–2014), Filmregisseur und Drehbuchautor
- Ilaria Occhini (1934–2019), Schauspielerin
- Enrico Oldoini (1946–2023), Drehbuchautor und Filmregisseur
- Glauco Onorato (1936–2009), Schauspieler
- Umberto Orsini (* 1934), Film- und Theaterschauspieler
- Ferzan Özpetek (* 1959), Filmregisseur und Drehbuchautor
- Lea Padovani (1920–1991), Schauspielerin
- Vito Pandolfi (1917–1974), Theaterkritiker und Filmregisseur
- Michele Placido (* 1946), Schauspieler, Regisseur und Drehbuchautor
- Giorgio Pressburger (1937–2017), Theaterregisseur und Autor
- Pino Quartullo (* 1957), Schauspieler, Drehbuchautor und Filmregisseur
- Michele Riondino (* 1979), Schauspieler
- Giuseppe Rocca (* 1947), Drehbuchautor und Theater- sowie Filmregisseur
- Luca Ronconi (1933–2015), Theaterregisseur
- Nello Rossati (1942–2009), Filmregisseur und Drehbuchautor
- Sergio Rubini (* 1959), Schauspieler, Regisseur und Drehbuchautor
- Fabrizia Sacchi (* 1971), Schauspielerin
- Luciano Salce (1922–1989), Schauspieler, Filmregisseur und Drehbuchautor
- Mario Scaccia (1919–2011), Schauspieler
- Fernando Scarpa (* 1968), Theaterregisseur
- Aroldo Tieri (1917–2006), Schauspieler
- Pietro Tordi (1906–1990), Schauspieler
- Monica Vitti (1931–2022), Schauspielerin
- Gian Maria Volonté (1933–1994), Schauspieler
- Lina Wertmüller (1928–2021), Filmregisseurin
- Luca Zingaretti (* 1961), Schauspieler